# Bruno Boesch
Bruno Boesch (* 13. März 1911 in Herisau; † 30. November 1981 in Seegräben) war ein Schweizer Germanist.

## Leben
Boesch besuchte die Kantonsschule am Burggraben in St. Gallen. Nach dem Abitur studierte er ab 
1926 an der Universität Bern, der Universität Basel, der Rheinischen Friedrich-Wilhelms-Universität Bonn, der Friedrich-Wilhelms-Universität zu Berlin und der Sorbonne Germanistik und Romanistik. 1936 wurde er in Bern zum Dr. phil. promoviert. Nach Studienaufenthalten in München und Leipzig unterrichtete er an Gymnasien. 1940 habilitierte er sich an der Universität Zürich. Nach acht Jahren als Privatdozent wurde er zum Titularprofessor ernannt.
Die Albert-Ludwigs-Universität Freiburg berief ihn 1959 auf ein Extraordinariat und 1964 auf den Lehrstuhl. Den Ruf der Friedrich-Alexander-Universität Erlangen lehnte er 1967 ab. Von 1968 bis 1970 war er Rektor der Universität Freiburg. 1977 wurde er emeritiert. Vier Jahre später starb er im Alter von 70 Jahren.
Wissenschaftliche Interessengebiete waren die Geschichte der deutschen Sprache und Literatur des Mittelalters (Lehrdichtung, Heinrich Seuse, Heinrich Wittenwiler), die historische Dialektologie und die Namenforschung. Er war Leiter der Zentralstelle Althochdeutsches Namenbuch, Direktor des Instituts für geschichtliche Landeskunde in Freiburg, Mitglied der Kommission für geschichtliche Landeskunde in Baden-Württemberg und des Instituts für Deutsche Sprache und Gründer der Arbeitstagungen der alemannischen Dialektologen (heute Arbeitstage zur alemannischen Dialektologie).
Boesch war ab 1948 mit Lisa Lier († 1986) verheiratet und hatte seinen Wohnsitz im zürcherischen Seegräben. Ab 1945 nahm er gemeindeweise die Flurnamen im Kanton Zürich auf (die Arbeit wurde später von Jörg Rutishauser fortgesetzt). Von 1958 bis 1960 war er Präsident der Primarschulpflege Seegräben, und 1958 wurde er zum Präsidenten der wiedergegründeten sozialdemokratischen Ortssektion Aathal-Seegräben gewählt.

## Ehrungen
- Conrad-Ferdinand-Meyer-Preis (1957)
- Verdienstorden der Bundesrepublik Deutschland, Großes Verdienstkreuz (1979)